# Спас Прокопов
Спас Прокопов или Поппрокопов (изписване до 1945 година: Спасъ попъ Прокоповъ), наричан Даскал Спас, е изтъкнат български възрожденски просветен деец и общественик в Източна Македония.

## Биография
Роден е в 1842 или 1845 година в село Гайтаниново, Неврокопско, в свещеническо семейство. Учи в родното си село при изтъкнатия възрожденски педагог Георги Зимбилев и в гръцка прогимназия в град Сяр. Твърде млад се отдава се на учителската професия. Учителства в Юч дурук (1859-1860), Гайтаниново (1861-1862, 1866-1873, 1887-1888), Зърнево (1864-1865), Калапот (1873-1876), Просечен (1876-1879), Мелник (1881-1888), Горно Броди (1888-1889), Сяр (1890-1895). Прокопов е един от пионерите на новобългарското образование в Неврокопско. Решително влияние за неговото формиране, като български просветен деец оказва учителят Захари Бояджиев, при когото през 1869 година се учи на съвременни методи на преподаване на учебния материал. През 1882 година Прокопов е сред първите трима български екзархийски учители в Македония, които получават учителска правоспособност от османската държавна комисия по просвета в град Солун.
Прокопов развива и активна обществена дейност – разпространява български вестници и книги, поддържа кореспонденция със Стефан Веркович и други дейци на Българското възраждане. През 1873 година е сред основателите на учителско дружество „Просвещение“ в Неврокоп и участва активно в работата му. Подпомага финансово дружеството със сумата от 256 гроша. През 1874 година е избран в ръководството му, като съветник. Заради родолюбивата си дейност, многократно е арестуван от османските власти.
През 1896 година Прокопов се установява в София. Той е автор на обемиста ръкописна автобиография, съдържаща 2465 страници, която е ценен източник за църковно-просветните и националноосвободителните борби на българите в Източна Македония. Понастоящем се съхранява в Научния архив на БАН.
Почива през 1917 година в София. Прокопов е баща на просветния деец и революционер Крум Прокопов.